# François de Closets
François de Closets (Enghien-les-Bains, 25 dicembre 1933) è un giornalista, scrittore e produttore televisivo francese.
Laureatosi in Diritto all'Institut d'études politiques de Paris nel 1958, intraprese la carriera giornalistica nel 1961 presso l'Agence France-Presse (AFP), occupandosi della guerra d'Algeria.
Al rientro dalla guerra, de Closets si specializzò nel giornalismo scientifico: dapprima all'AFP, assieme a Serge Berg, poi nella rivista mensile Sciences et avenir ed infine all'ORTF, divenendo uno dei primi giornalisti scientifici della televisione francese. 
In seguito si interessò di economia, conducendo su TF1 nel 1978 L'enjeu (La sfida), trasmissione poi sostituita da Médiations (Mediazioni) nel 1988. Nel 1982 pubblicò il libro Toujours plus ! (Mai più!), in cui accusa i corporativisti di frenare l'evoluzione della società francese. 
De Closets ritornò alla produzione di documentari scientifici negli anni novanta su France 2, con i programmi Les grandes énigmes de la science (I grandi enigmi della scienza), Les grandes énigmes de l'histoire (I grandi enigmi della storia) e Savoir plus santé (Sapere più salute). 
Nel libro L'imposture informatique (L'imbroglio informatico), pubblicato nel 2000 in collaborazione con il professore Bruno Lussato, il giornalista denunciò gli intoppi tecnologici prodotti dai costruttori e programmatori di software, in particolare all'interno della Microsoft.
De Closets ha collaborato, inoltre, per L'Express, Le Nouvel Observateur, L'Événement du Jeudi e France Inter.

## Opere
- L'Espace Terre des hommes (Lo spazio terra degli uomini, 1969)
- La Lune est à vendre (La luna è in vendita, 1969)
- Le Bonheur en plus (La felicità in più, 1974)
- Toujours plus ! (Mai più!, 1982)
- Le bonheur d'apprendre et comment on l'assassine (La felicità da imparare e come ucciderla, 1996)
- L'imposture informatique  (L'imbroglio informatico, 2000)
- Ne dites pas à Dieu ce qu'il doit faire (Non dite a Dio cosa deve fare, 2004) - ISBN 2-02-063883-5
- Plus encore (Ancora di più, 2006) - ISBN 2-213-62938-2.